# Borgerskapets änkehus

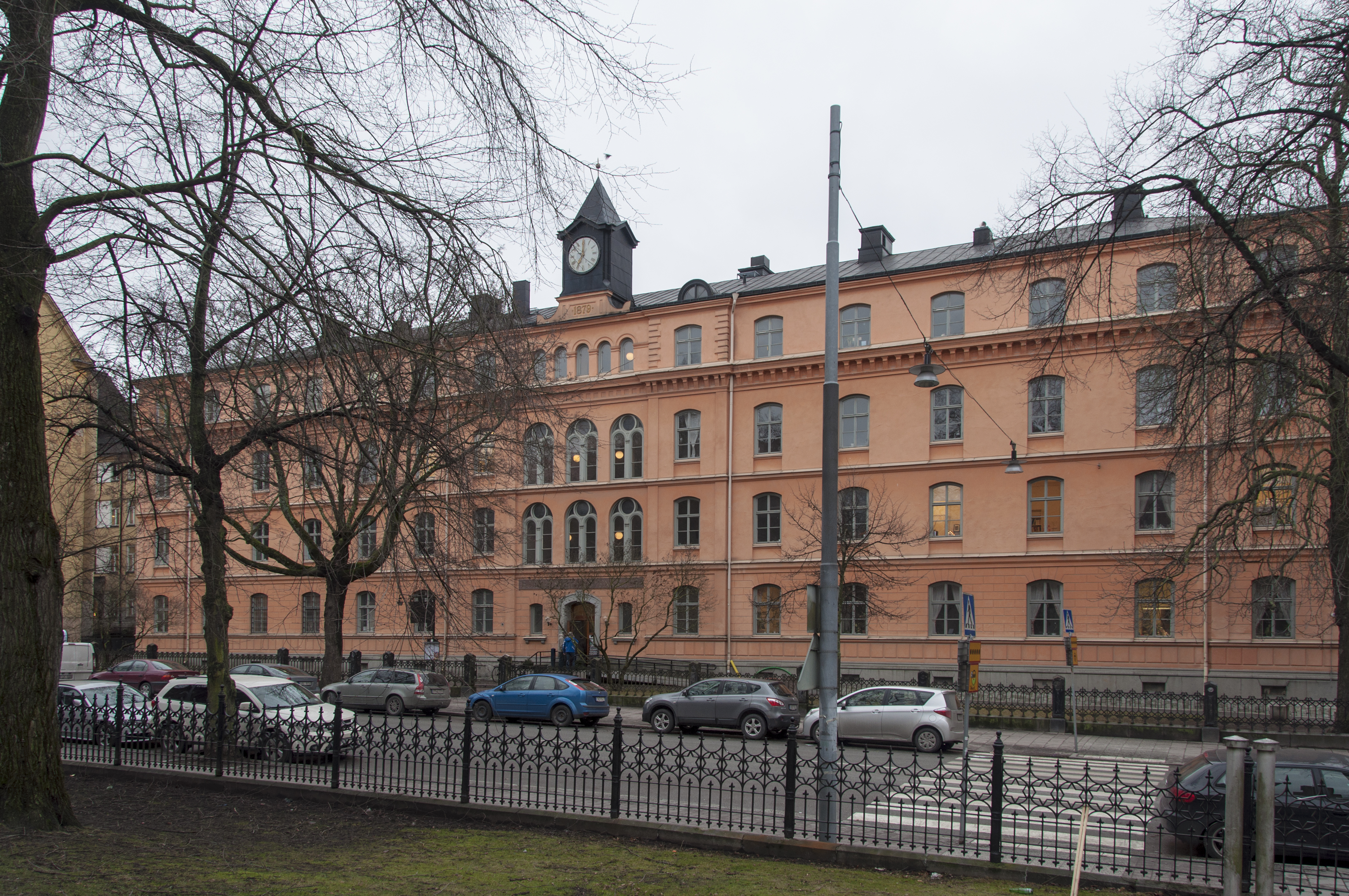
Borgerskapets änkehus

Borgerskapets änkehus (även Borgerskapets enkehus) i Stockholm var en välgörenhetsanstalt till förmån för ålderstigna, fattiga borgaränkor och borgardöttrar, som varit gifta inom annat stånd.

## Historik
Denna anstalt inrättades 1725 genom en donation av Abraham Grill den äldre efter mönster av ett änkehus i Amsterdam, "Grills hoffje", grundat av hans bror Anthony Grill. 1742 uppläts det Sparreska palatset på Hamngatan till Enkehuset.
Änkehuset flyttades 1879 från sitt gamla hus vid Kungsträdgården till den nybyggda lokalen Norrtullsgatan 45, uppförd av arkitekterna Emil Viktor Langlet och Carl Nestor Söderberg. Den närmaste förvaltningen sköttes av en vid anstalten boende förestånderska. Husets gårdssida vetter mot Enkehusparken som tagit sitt namn av byggnaden. Huset rymmer numera konstnärsateljéer inklusive Galleri Enkehuset. Enkehuset är nu, efter permutation, en del av "Stiftelsen Stockholms Borgerskaps Enkehus och Gubbhus". Verksamheten omfattar dels äldreomsorg med gruppboende för minneshandikappade, det så kallade Rozeliahemmet, dels seniorboende. Den förstnämnda verksamheten bedrivs på Enkehuset och Borgarhemmet (före detta Gubbhuset) på Högalidsgatan 26-28, Stockholm. Seniorboenden finns på Kungsholmen (Kristinebergsgården och Borgargården), Södermalm (Nya Christinehof) och Östermalm (Hedvig Eleonoragården).
Änkehuset byggdes på med en våning 1927. Byggnaden är blåklassad av Stockholms stadsmuseum vilket innebär att det kulturhistoriska värdet anses motsvara kraven för byggnadsminnesmärkning.

## Orgel
1751 sattes en orgel upp i kyrkan av Jonas Ekengren, Stockholm. Orgel köptes från Holländsk-reformerta kyrkan, Stockholm. Den blev reparerad 1765.
| Manual        |
| Gedackt 8'    |
| Regal 8'      |
| Rörflöjt 4'   |
| Principal 2'  |
| Kvinta 1 1⁄2' |

## Bilder

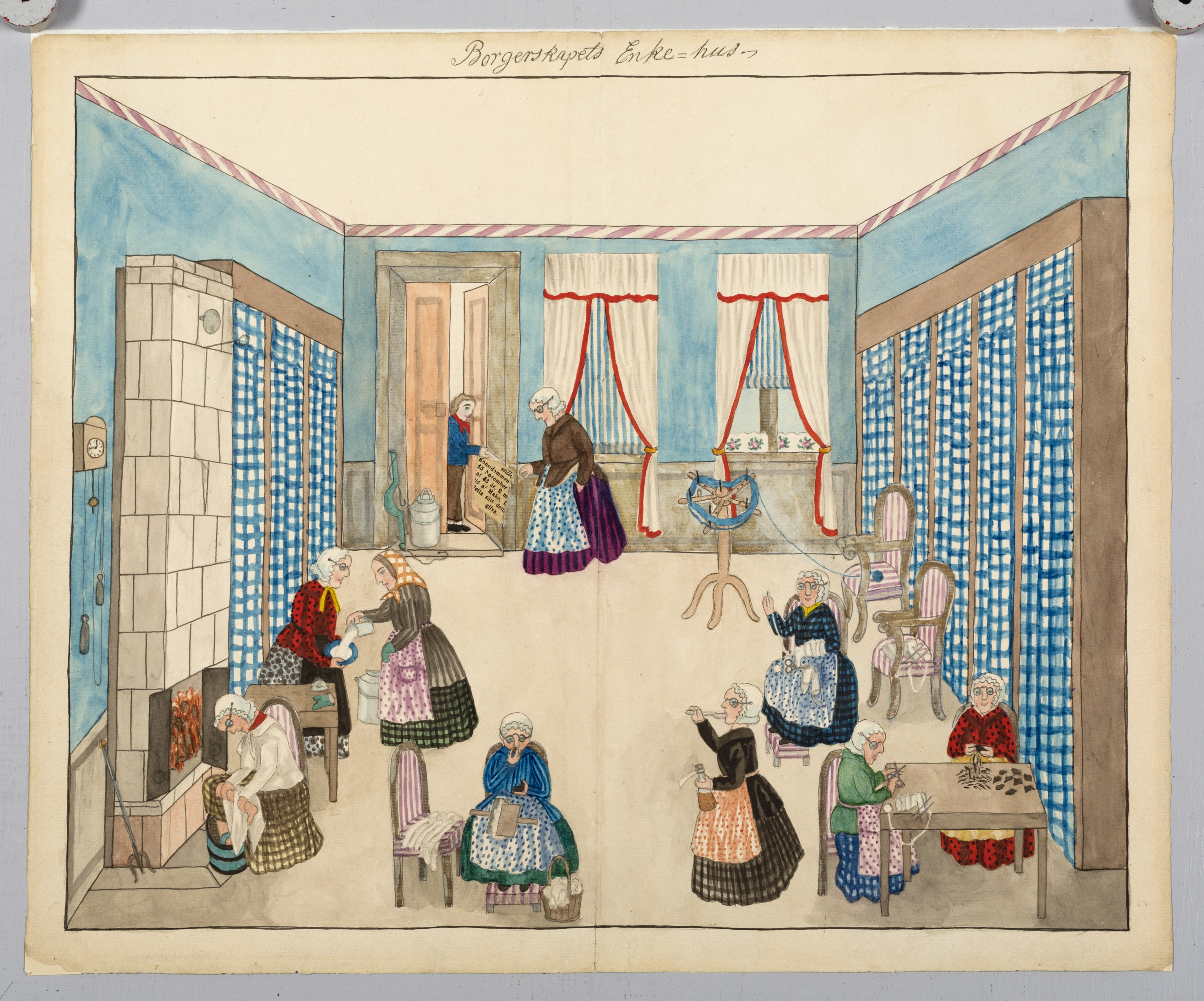
Änkehusets interiör, akvarell av Josabeth Sjöberg
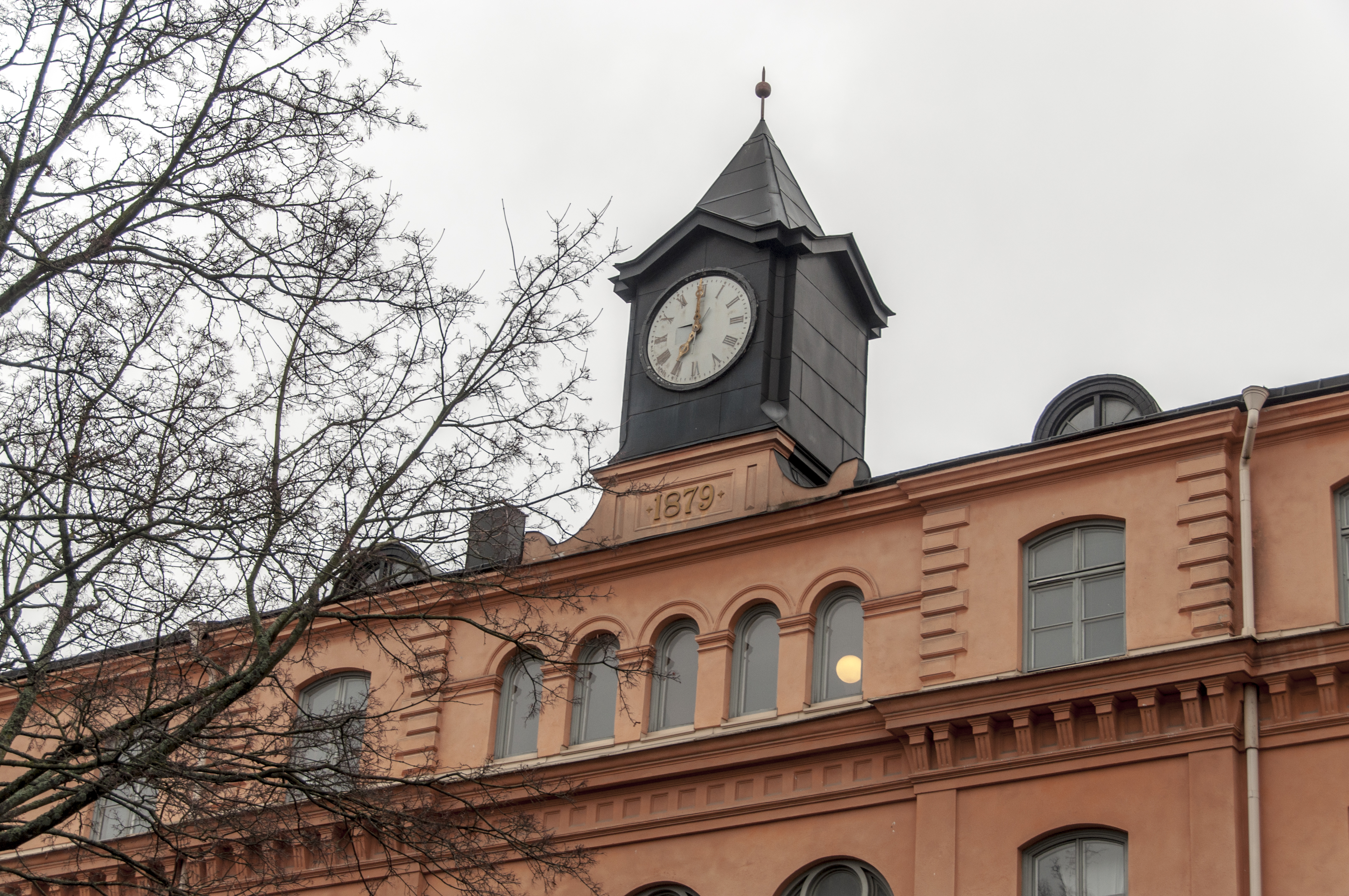
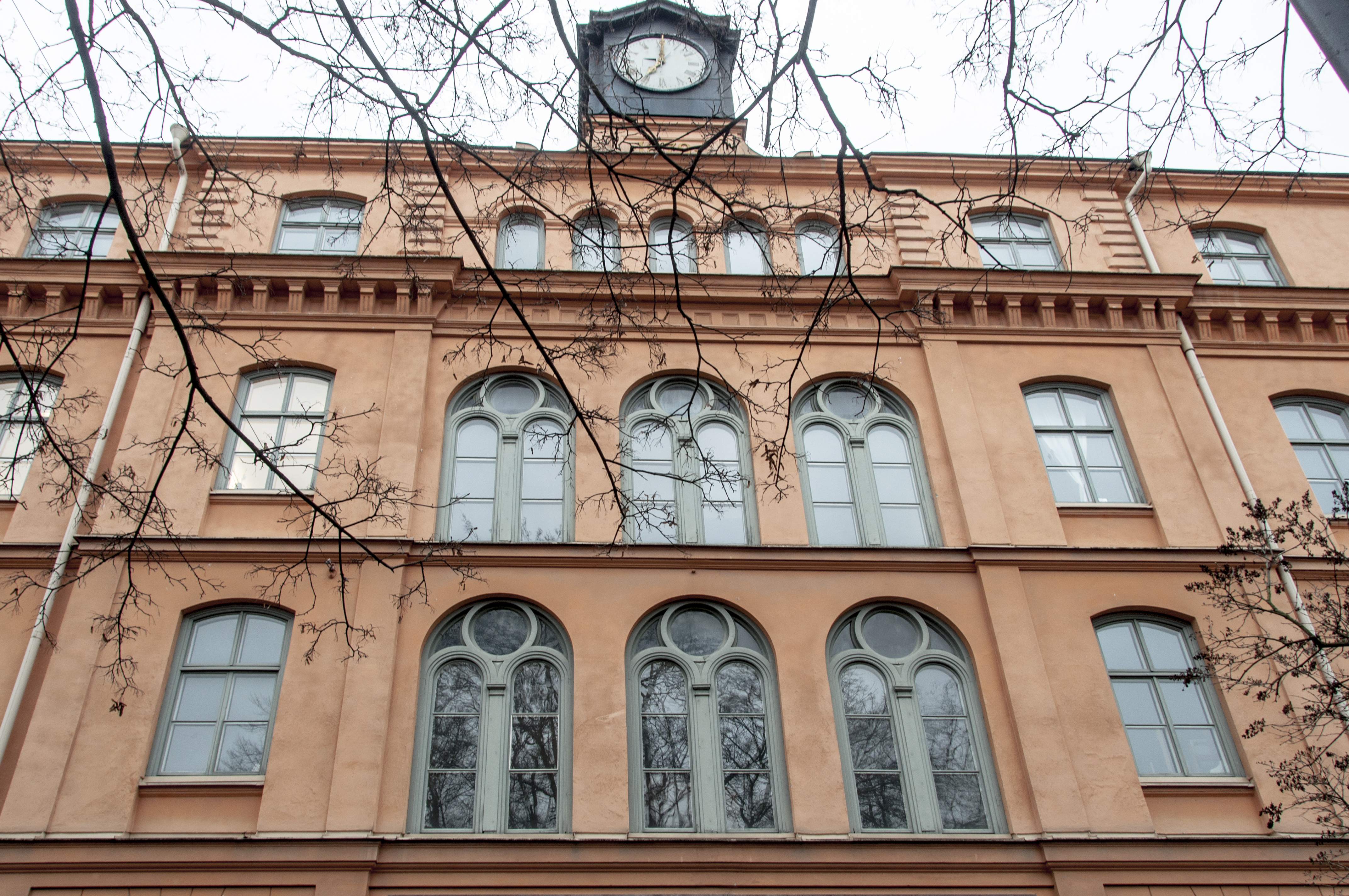
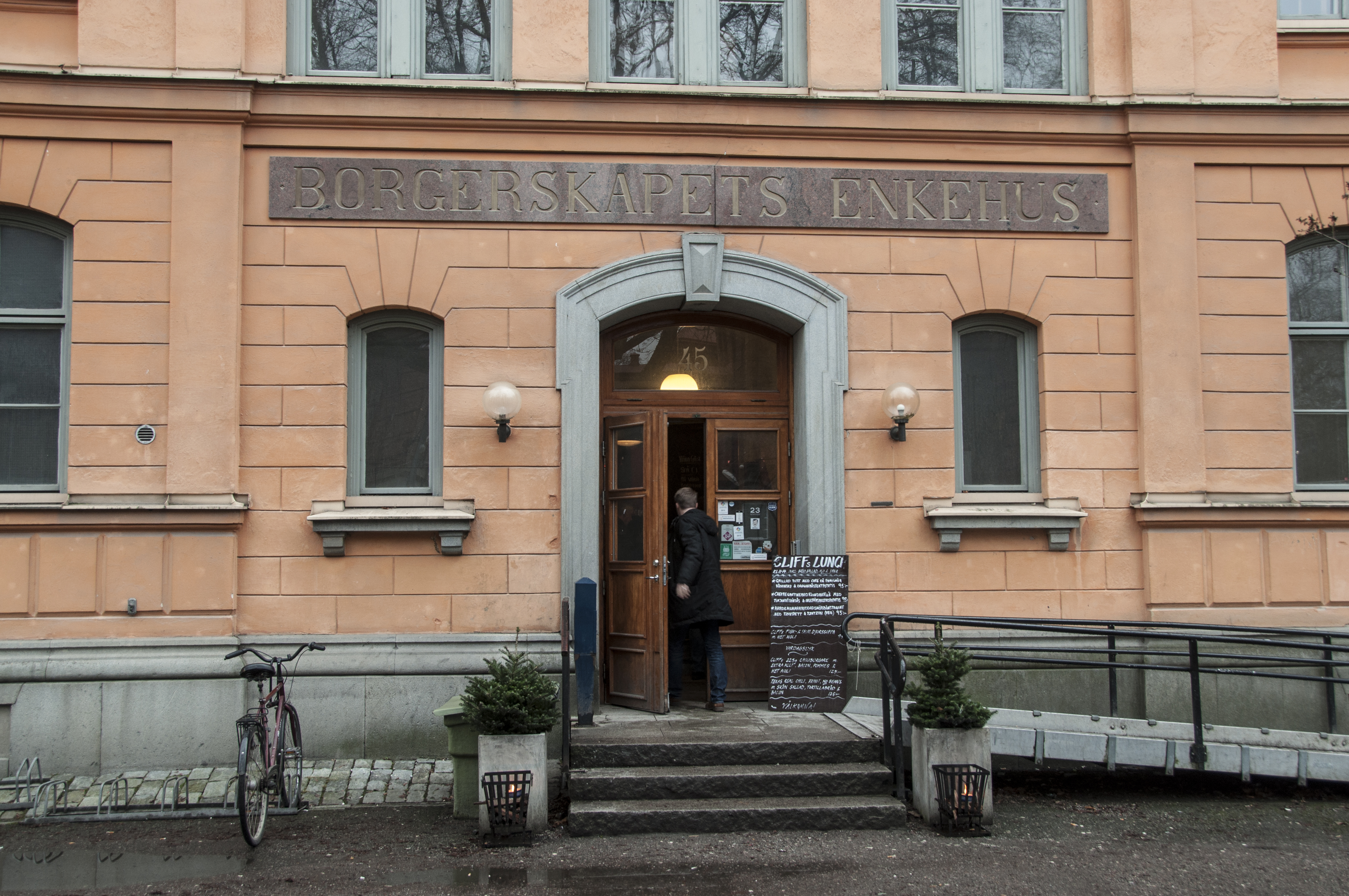
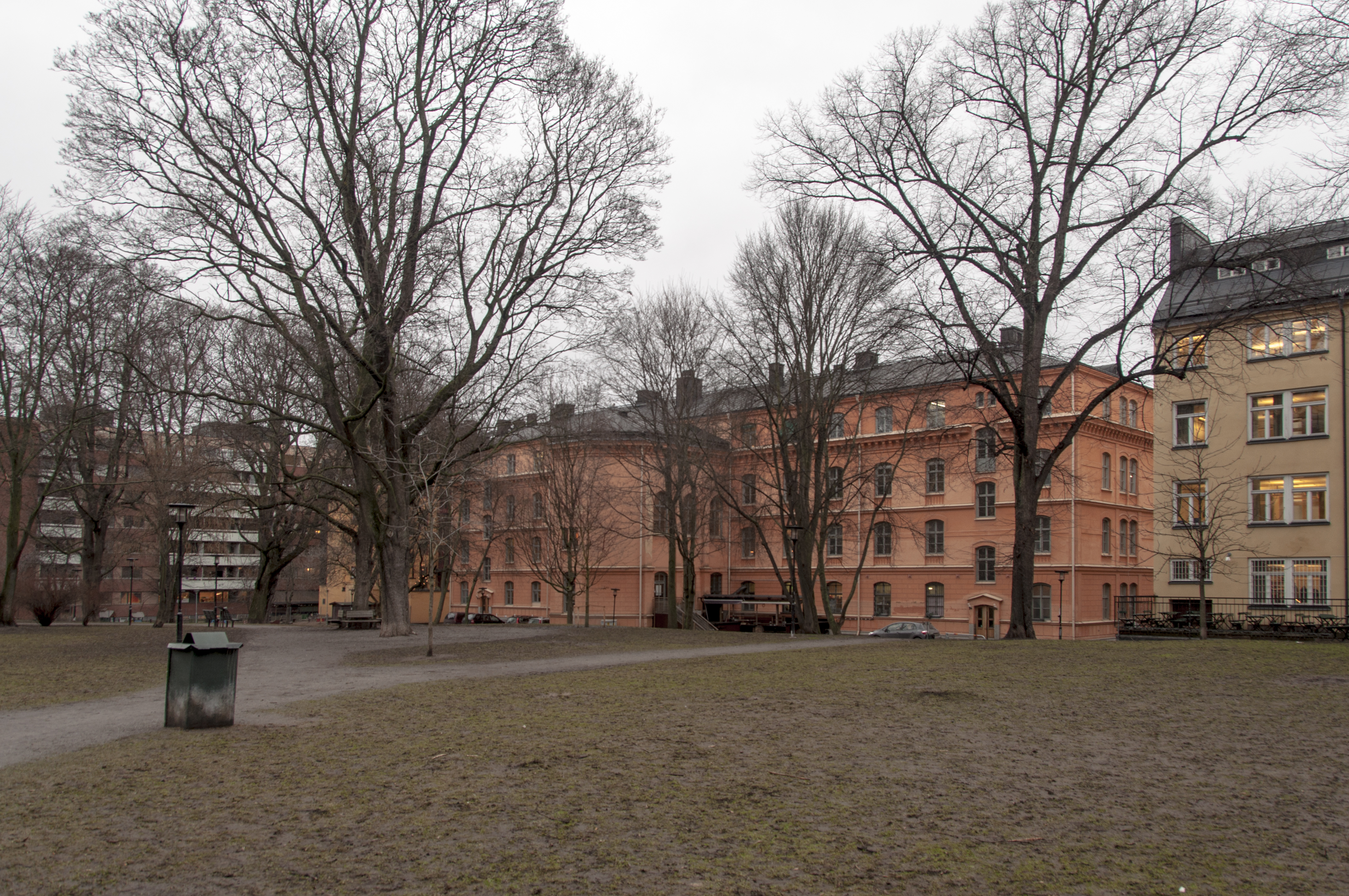